# Pietro di Giovanni Tedesco
Pietro di Giovanni Tedesco (d'origine allemande ou flamande) est un sculpteur italien qui a été actif à Florence entre 1386 et 1402.

## Biographie
Sa première apparition à Florence remonte à l'année 1386 où il travaille sans interruption pour la cathédrale jusqu'en 1399.
En 1402, il est à Orvieto pour les fonts baptismaux.
Il est surtout connu pour sa Madonna della Rosa, représentation  de la sainte patronne de l'Arte dei Medici e Speziali à Orsanmichele, la loggia des Arti di Firenze.
Comme pour beaucoup d'œuvres certains projets de sculptures sont d'abord dessinés par un peintre :

« 5 septembre 1387 -  A Lorenzo di Bicci, peintre, pour le payement du dessin d'un certain apôtre pour donner à maître Piero Tedesco, sculpteur »

— Comptes du dôme de Florence
Son style mélangé de réalisme et d'imitation  romaine annonça la Renaissance.
Nicolo di Piero de Lamberti d'Arezzo fut son assistant.

## Œuvres
- Statue d'ange (1386),
- Statues d'apôtre (longtemps attribuées à Andréa Pisano)
- Figures de saint André et de saint Simon (1387),
- celles de saint Marc et de saint Jean (1388),
- celle de saint Jacques (1389),
- celles  de saint Thomas et de saint Barthélémy (années 1390),
- celle de saint Étienne (1391),
- Madonna della Rosa, Orsanmichele,
- Statues de saint Victor, de saint Ambroise et de saint Jérôme,
- Décoration du portail latéral de droite du Duomo de Florence (entre 1395 et 1398),
- Fonts baptismaux du Duomo d'Orvieto (1402).